# Bit (paard)

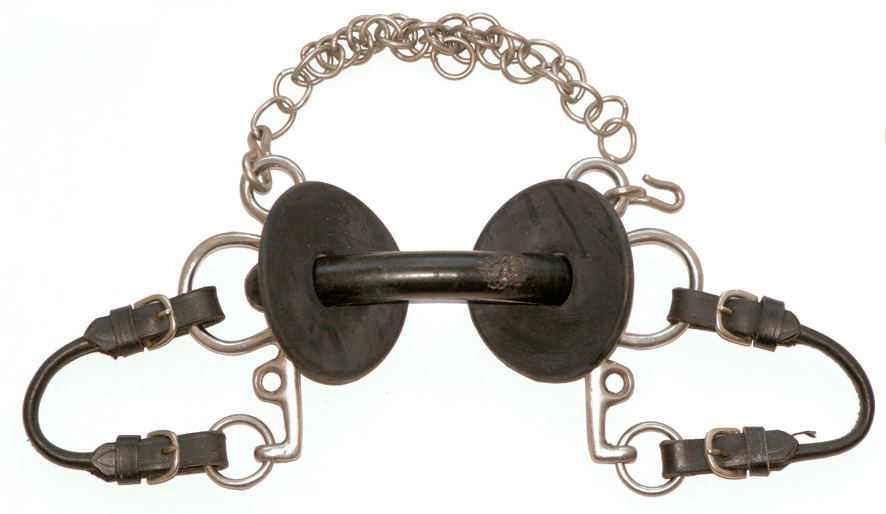
Een stang met kinketting, wangschijven en scharen

Een bit is een onderdeel van het paardentuig dat in het gevoelige tandloze deel van de mond van het paard wordt gelegd om het door de berijder aanwijzingen te kunnen geven. Voorzichtigheid bij het gebruik is geboden vanwege de gevoeligheid van mond en tong. Een bit is vaak grotendeels gemaakt van metaal, maar ook andere materialen worden gebruikt. Er zijn veel verschillende typen in gebruik en er wordt heel verschillend gedacht over de diervriendelijkheid ervan. Het bit wordt doorgaans gebruikt om de sturing van het paard met de teugel te verfijnen. Vanwege de gevoeligheid van de mond is het ongeschikt om uitsluitend daarmee te sturen of te remmen; hiervoor gebruikt men vooral gewichtsverdeling en benen. Er bestaan ook bitloze tuigages of bosals, die werken via de neus en de druk die de ruiter uitoefent verdelen rondom het hoofd.

## Geschiedenis

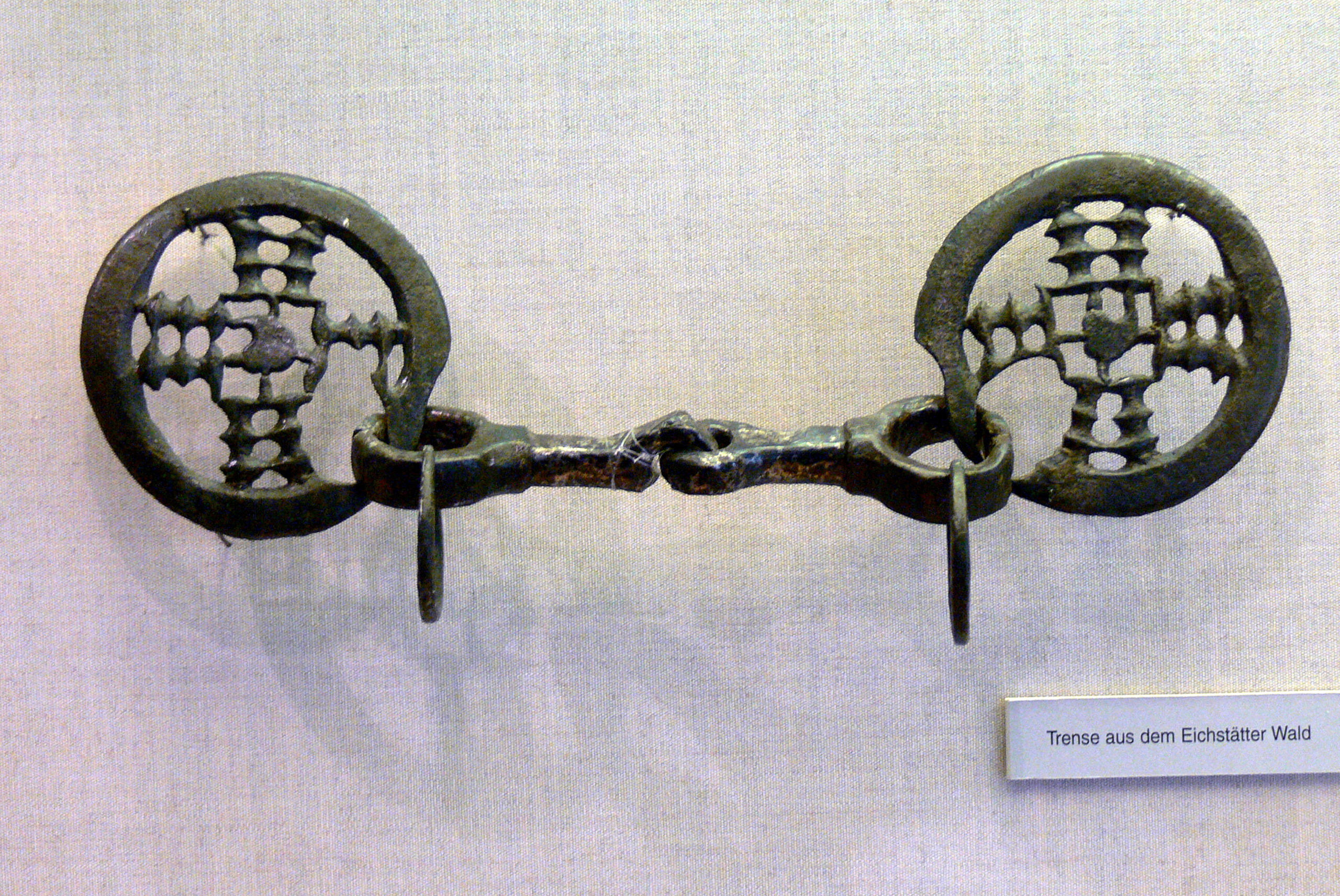
Romeins bit

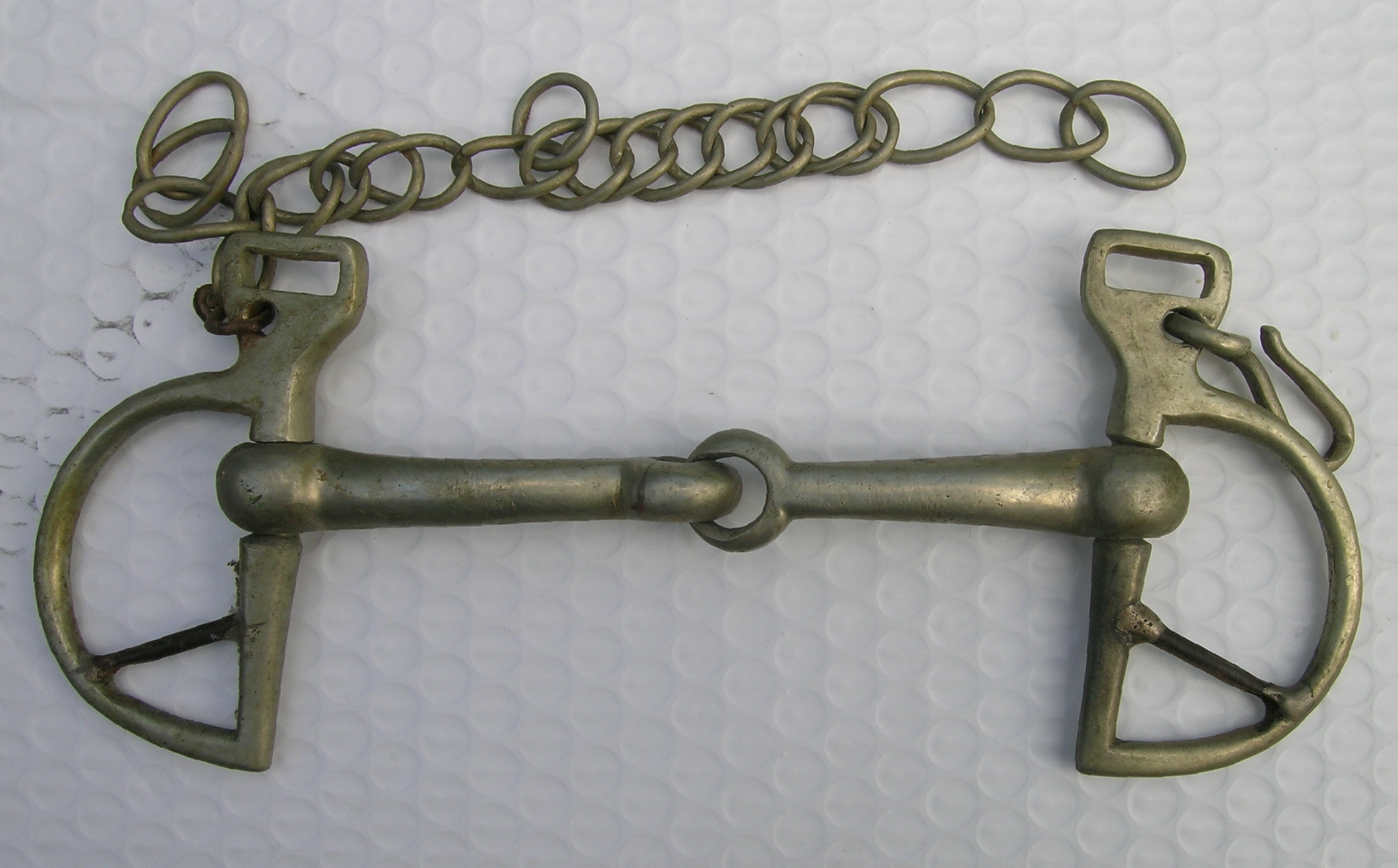
'Gebroken trens' met kinketting

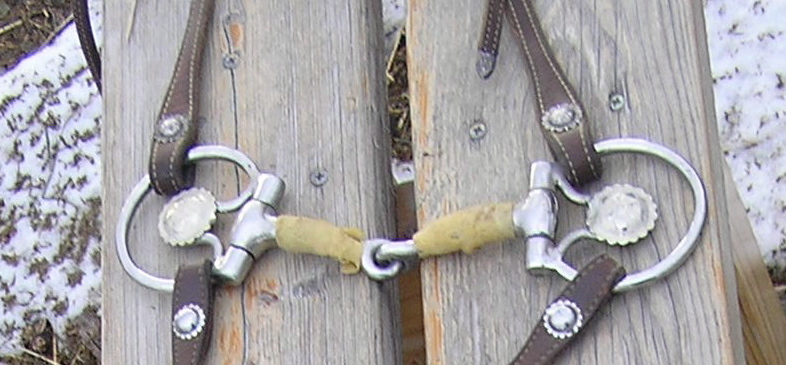
Westernstyle trensbit

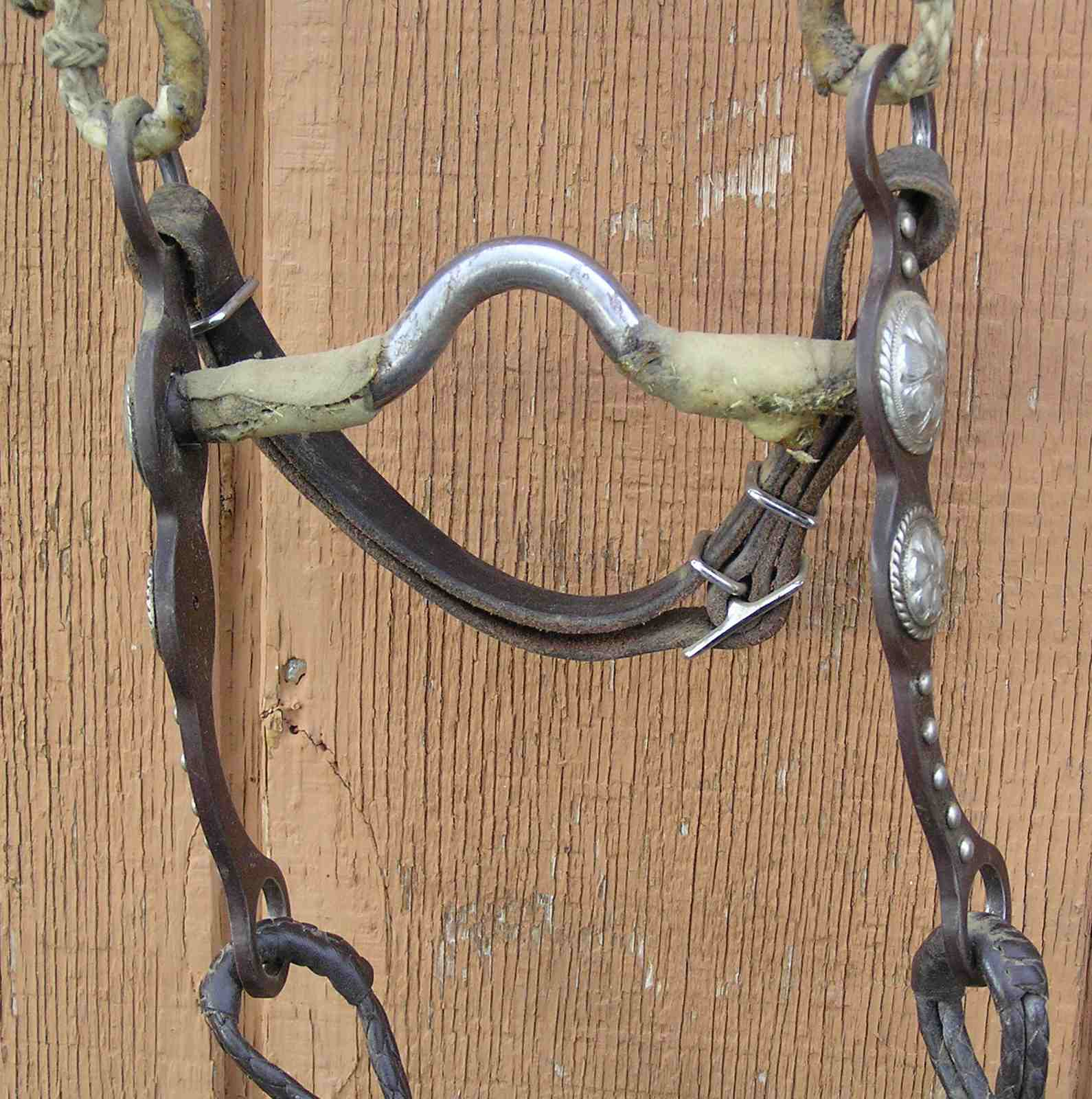
Westernstijl gebogen stang

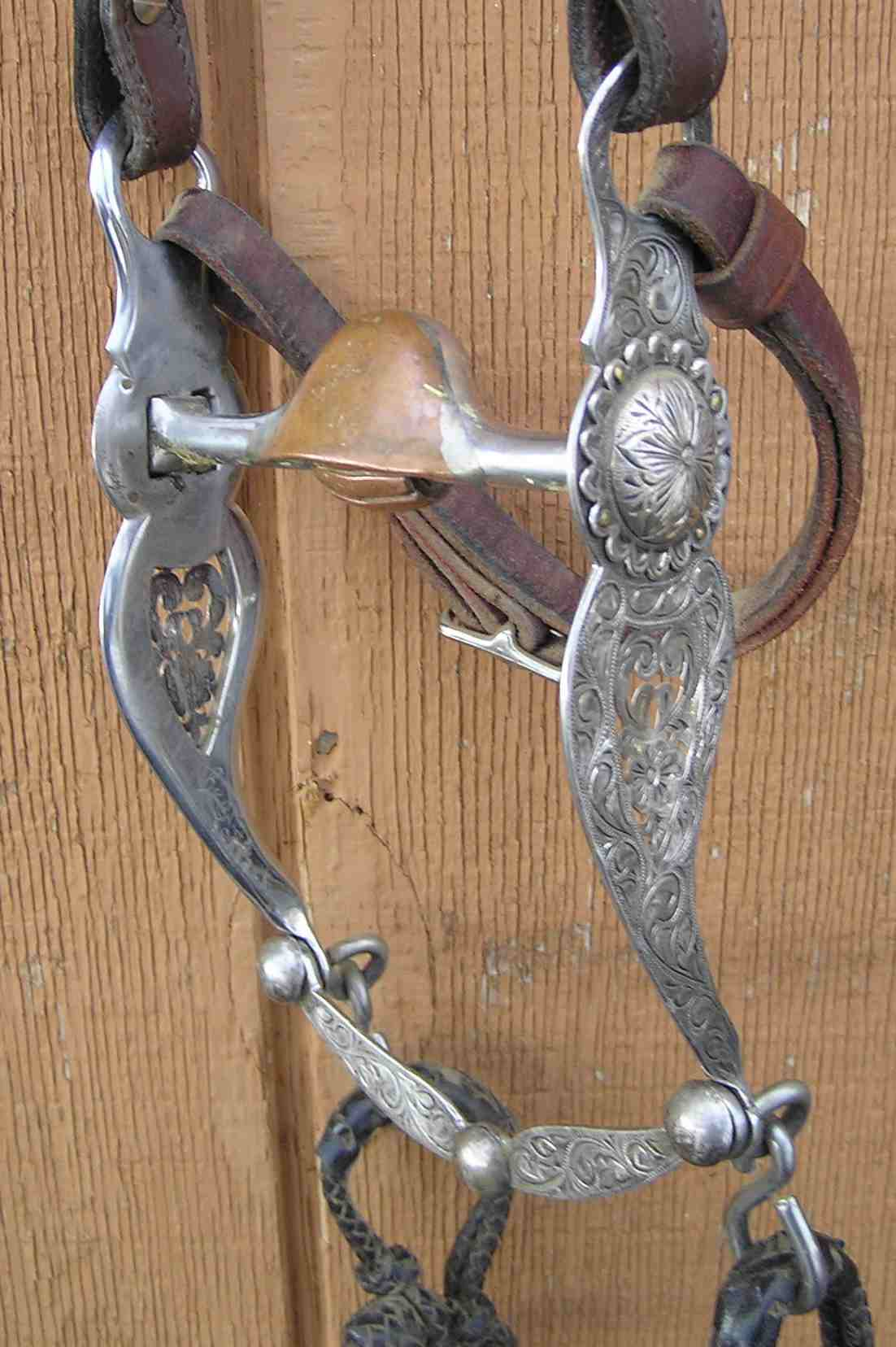
Westernstijl showbit

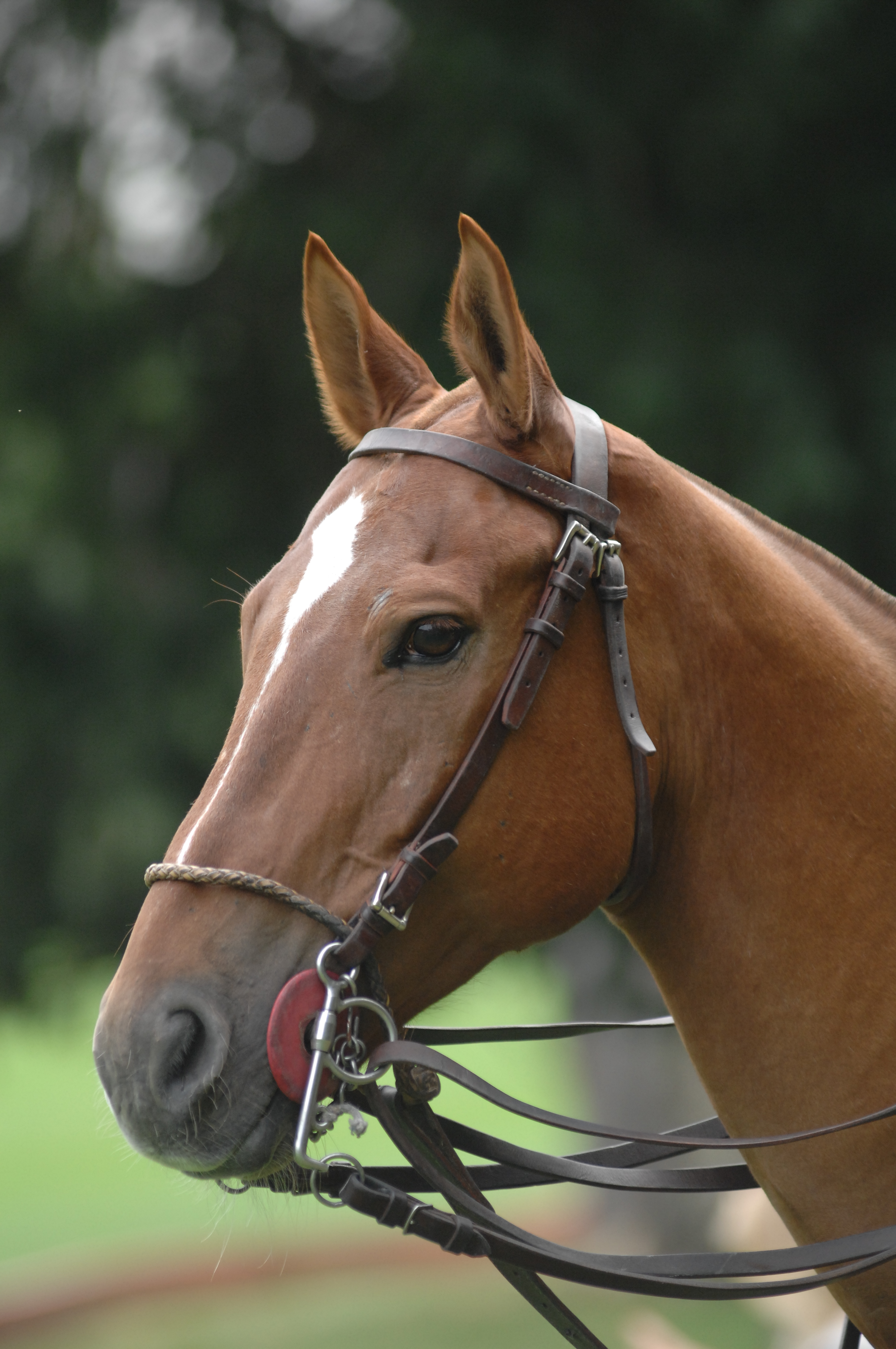
Pelham polohoofdstel

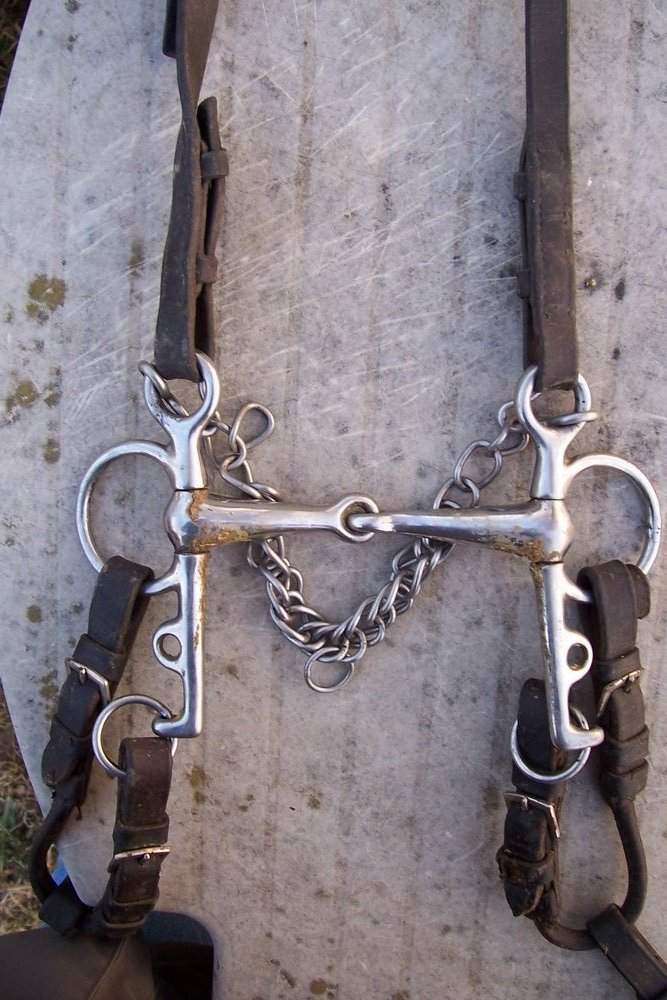
Pelham trensbit

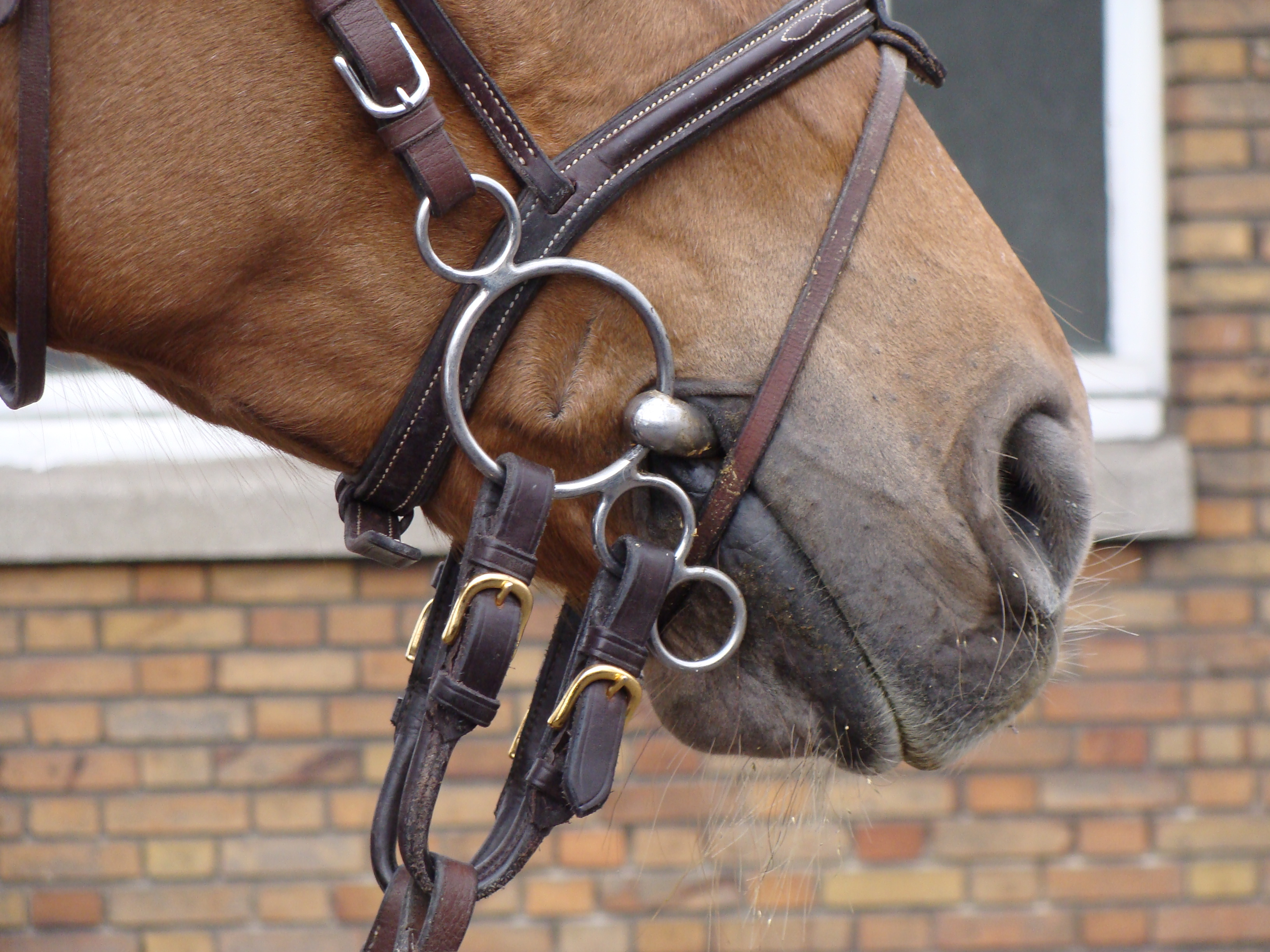
Pessoa bit

Metalen bitten kwamen voor het eerst voor tussen 1300 en 1200 voor Christus en waren gemaakt van brons. Daarvoor kwamen al wel bitten voor van hoorn en hout, maar men weet niet wanneer men deze begon te gebruiken. Bitten werden steeds meer gezien als nodig, en er kwamen steeds meer verschillende bitten uit. Rond de 16e eeuw werden de bitten steeds scherper en op het hoogtepunt van de Spaanse en Italiaanse hoge school waren de scherpe bitten het meest in zwang; ook de trainingsmethoden waren toen zeer hard. Tot ongeveer 1850 waren 'hoge scholen' in dit verband militaire academies zoals de Cadre Noir en de Spaanse rijschool waar men het belangrijk vond dat een paard niet zou weglopen bij een aanval. De wrede aanpak van die dagen hield nog lang stand bij bijvoorbeeld de military. Het moderne natural horsemenship wil het dier liever besturen met gevoel dan door middel van pijnprikkels.

## Materiaal en vorm
Behalve leer, kunststof en zacht dan wel gevulkaniseerd rubber worden vooral metaallegeringen gebruikt voor het bit:
- Roestvast staal of RVS
- Koper en zijn legeringen, met minstens 10% nikkel dat er van nature in zit:
  - Argentaan of alpaca (47% tot 64% koper). Met een vrij hoog nikkelpercentage geeft het vrij veel kans op allergieën.
  - Aurigan: meer dan 80% koper. Het materiaal krijgt wanneer het oxideert een zoete smaak zodat het paard het bit makkelijk accepteert en erop gaat kauwen. Om het wat harder en slijtvaster te maken bevat het wat silicium. Hoewel er geen ijzer in zit staat dit materiaal vanwege de smaak bekend als Sweet Iron.
  - Gold Brass: 86-90% koper, 8-12% aluminium, 2% ijzer. Door de hoge fractie aluminium is dit niet hetzelfde als de gold brass die voor trombones en andere blaasinstrumenten wordt gebruikt. Vooral is het zachter zodat het paard erop kan kauwen.
- Aluminium

## Soorten bitten
Er zijn bitten in allerlei soorten metalen en er bestaan allerlei typen en indelingen, zo onderscheidt men trensbitten, Pelhams, stangen, ophaaltrenzen, showbitten en menbitten. Sommige bitten hebben zelfs een bepaald soort hoofdstel nodig. Men onderscheidt verder doorgaande van zogenaamde gebroken bitten, zoals beschreven bij de trensbitten.

### Stangen
Een stangbit is de tegenpool van een trensbit en werkt dus via een hefboom. Het mondstuk zit uiteraard in de mond van het paard; de 'stang' (ook wel genoemd: scharen, in het Engels: curb) hangt buiten de mond van het paard naar beneden en daar zitten de teugels aan vast. Verder is er nog een kinketting en uiteraard hangt een en ander aan het kopstuk. Een goede dressuurruiter rijdt met een bijna doorhangende stangteugel - het is een scherp inwerkend bit, omdat een goede ruiter de teugels fijnzinnig kan hanteren.
Werking: zou een ruiter aan een stangteugel trekken, dan kantelen de stangen of scharen aan de buitenkant van de mond. Daardoor neemt de druk op het paard aan drie kanten tegelijkertijd toe: het mondstuk reageert op de druk, de kinketting en het kopstuk. Om een en ander duidelijk te maken de volgende proef op de som: men neme een stanghoofdstel; make een vuist en legge deze vuist tussen mondstuk en kinketting. Bij druk op de teugels wordt de vuist samengeperst. (Eventueel op onderarm te testen: het kopstuk omhoog houden, binnenkant elleboog mondstuk, buitenkant elleboog kinketting.)
De alternatieve instructrice en zadelontwerpster Heather Moffett is de mening toegedaan, dat een paard een reflexpunt heeft precies op de plek waar de kinketting zit. Volgens Moffett kan bij een ruiter met een goede hand een stang met korte scharen zacht inwerken, omdat de zachte druk op het reflexpunt het paard noopt om de nek en hals te ontspannen. Deze werking heeft het trensbit niet.

### Trensbitten
Trensbitten werken niet via een (grotere of kleinere) hefboom, maar via een ring direct vanaf de teugel of leidsel. Zo hard of zacht als de ruiter trekt of inwerkt, voelt het paard het (en niet harder). Bij een bit dat inwerkt via een sterke hefboom, kan een teugeldruk van een paar gram al uiterst pijnlijk zijn. 
Trensbitten zijn er in verschillende diktes en met verschillende ringvormen, onder andere de bustrens, die zacht is voor de mondhoeken, en de D-trens, genoemd naar de D-vormige ringen die de teugel preciezer in positie houden dan ronde ringen. 
Behalve doorgaande bestaan er ook gedeelde trensbitten. Een doorgaand bit bestaat eenvoudig uit een mondstuk met twee ringen voor de teugels. Het 'enkel gebroken' bit daarentegen heeft in het midden een schakel waardoor het mondstuk uit twee gekoppelde delen bestaat. Dit bit werkt als een 'notenkraker': bij inwerking van de ruiter gaat de bitring omlaag en de schakel omhoog. Dit betekent, dat elke actie met bijvoorbeeld de linkerteugel ook iets doet met het rechtergedeelte van het mondstuk. Soms prikt de schakel daarbij in het gehemelte, waardoor het bit zeer scherp kan zijn. Ook bestaan er bitten met 'dubbel gebroken trens'. Deze driedelige bitten hebben niet de 'notenkraker'-werking van de tweedelige.

### Gecombineerd bit
Naast trensbitten of stangbitten zijn er ook nog gecombineerde bitten, zogenaamde stang-en-trensbitten. "Stang en trens" worden gebruikt door zeer ervaren dressuurruiters vanaf de dressuurklasse Z. Wanneer de ruiter in een lagere dressuurklasse rijdt, is het niet toegestaan om met een stang-en-trensbit te rijden. Een hoofdstel met een stang-en-trensbit heeft een dubbel bit waardoor de ruiter precieze hulpen kan geven. Het stang-en-trensbit heeft één stangbit en één trensbit, beide met teugels. Hierdoor rijdt de ruiter met twee teugels in iedere hand. Deze bitten hebben een scherpe werking op de mond, een zachte en getrainde ruiterhand is hierbij noodzakelijk om letsel te voorkomen.

## Werking
Een bit is een onderdeel gebruikt in de paardensport dat in de mond van het paard geplaatst wordt om de teugelhulpen door te geven. Men mag echter nooit in de mond trekken, en dit heeft ook meestal geen gewenst effect. Het bit, de trens of de stang wordt verbonden met het hoofdstel om het op zijn plaats te houden en ook met de teugels, zodat de ruiter of amazone een rechtstreeks contact heeft met de mond van het paard.
Een bit ligt en werkt in op de lagen, het tandloze gedeelte van de paardenmond. Via de teugels of leidsels heeft men zo het paard 'in handen', en kan men het opdragen een actie te ondernemen, dit in combinatie met andere hulpen, zoals de benen en de zit van de ruiter, of een stemhulp. Door het gebruik van de teugelhulp kan men het paard links of rechts laten gaan.
De mond van een paard is heel zacht, en vooral jonge paarden kunnen pijn ervaren ('gevoelig reageren') als er druk op het bit in hun mond komt, ook omdat jonge paarden hun tanden en kiezen aan het wisselen (kunnen) zijn. Een volgende reactie is vaak: verzet. Voor jonge paarden is het dan ook aan te raden een bitloos hoofdstel te gebruiken.
Het is dus aan de ruiter om niet te veel druk te geven, maar vooral op de zit te rijden, dus houding en gewicht als sturing te gebruiken. Zo krijgt de ruiter de onverdeelde aandacht van het paard. Veel ruiters geven te veel druk, soms tot over de pijngrens, waardoor het paard na verloop van tijd niet meer reageert op zachte verzoeken en het bit als een pijnprikkel ervaart.
Bij alle bitten moeten ruiters er op letten dat het mondstuk voldoende breed is, dat wil zeggen dat het aan beide zijden minstens zeven millimeter moet uitsteken. Als het bit breder is dan bestaat de kans dat het bit uit de mond getrokken wordt, als het bit te smal is, zal het knellen bij het paard.
Niet enkel de breedte van het bit is belangrijk, ook de dikte moet perfect afgestemd zijn. Een dik bit is zachter en een dun bit is scherper, maar een bit kan ook te dik zijn waardoor het paard zijn mond niet meer goed kan sluiten en gaat protesteren. Een bit dat goed past, werkt correct in op de mond en tong van het het paard. Een verkeerd bit is schadelijk voor het paard en kan ongewenst gedrag veroorzaken.
Ruiters streven naar een paard dat 'nageeft'. Het paard ontspant dan de kaak en nekgewrichten, en maakt met de hals een soort kwart cirkel ('de krul'). Dit is het gevolg van een heel proces: het correct gereden zijn van het paard. Dit 'gereden zijn' ontstaat 'van achter naar voor': eerst komen de achterbenen van het paard goed onder de massa van paard en ruiter, daarbij kantelt het paard het bekken en maakt het de buikzijde kort en de rugzijde lang. De korte, actieve buikzijde helpt om een veerkrachtige gang te verkrijgen. De lange, ontspannen rug is makkelijk voor de ruiter - "het zit prettig". Maar om dit 'nageven' te bereiken heeft men niet per se een bit nodig.

## Bosal

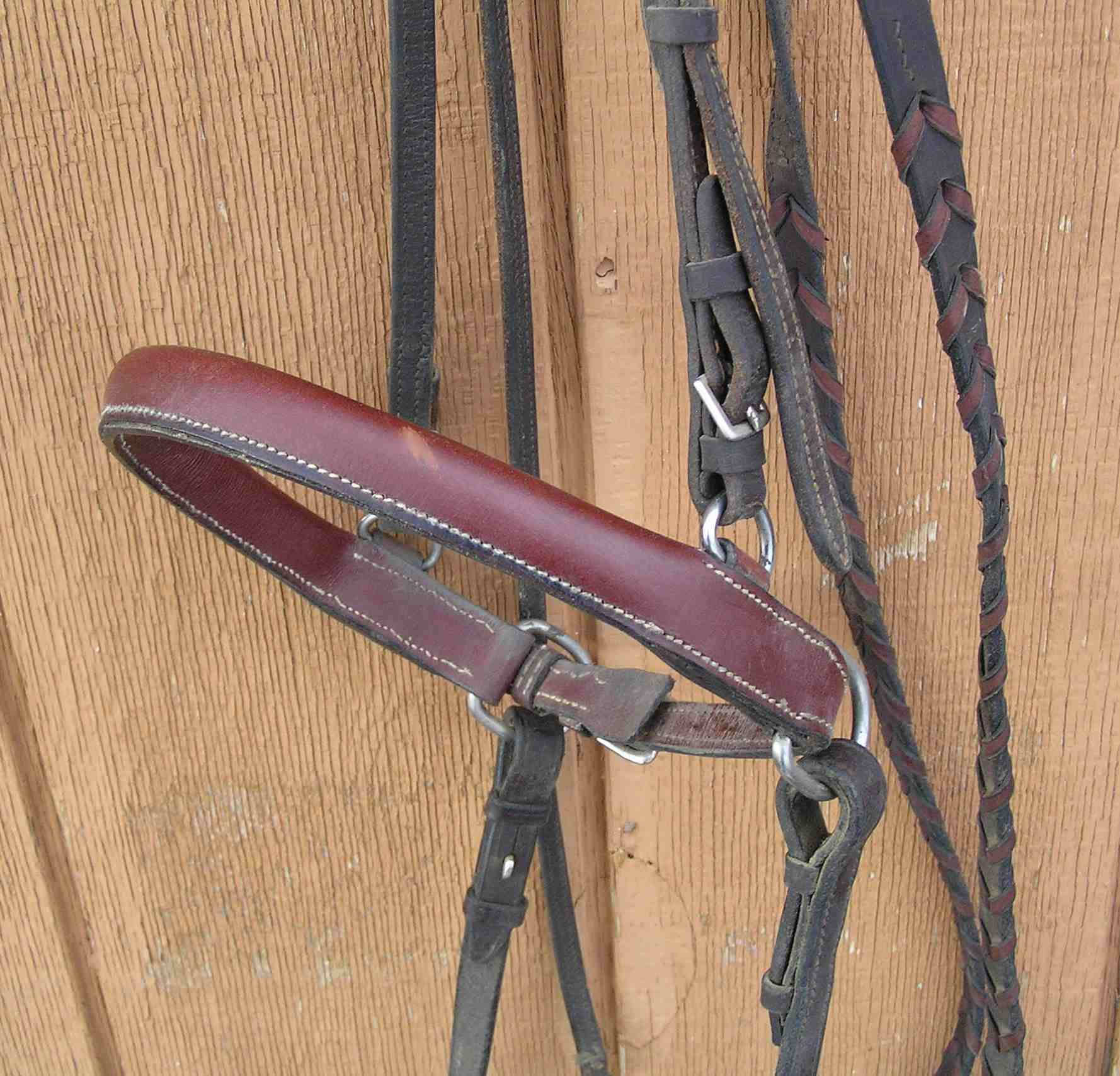
Neusdeel van een bitloos springhoofdstel (side pull)

Een bosal is een bitloos hoofdstel dat inwerkt op de neus van het paard. De neus bevat geen zenuwuiteinden en bestaat uit vacht, huid en daaronder bot en heeft daardoor een minder scherpe inwerking dan het bit. Met een bosal kan men beter niet met aanleuning rijden maar alleen met lange teugel. De huid over de neus compenseert voor de gevoeligheid van de neuszenuw, dus bitloze optomingen geven minder kans op pijn. De bosal werkt in op het neusbeen, en de boeg wordt gestuurd via de balansteugel; zo kan het gewenste resultaat vaak sneller verkregen worden.